# Xestes
Xestes fou una mesura grega de capacitat, de líquids i sòlids que contenia 12 cyathi o 2 còtiles (kotyle), i 1/48 part d'una àmfora romana o quadrantal i 1/72 de la mesura àtica metretes; quant a mesura de sòlids era la meitat d'un choenix i 1/96 part d'un medimne (medimnus).
El xestes (almenys la mesura àtica d'aquest nom, ja que podia tenir diferències en altres estats grecs) era idèntic al sextari romà i probablement xestes era la forma grega de sextari. El medimnus àtic era el doble que l'àmfora quadrantal romana i tenia una relació amb els metretes de 4 a 3. Un modi romà era 1/6 part d'un medimnus i 1/3 d'una àmfora quadrantal. La relació per tant entre la mesura grega i la romana estava relacionada per 2 i 3 i els seus múltiples.